# Ralf Johannes Ferdinand Luther
Ralf Johannes Ferdinand Luther (* 11. Junijul. / 23. Juni 1887greg. in Reval, Gouvernement Estland; † 3. Juni 1931 in Tartu, Estland) war ein deutschbaltischer lutherischer Pfarrer und Theologe.

## Leben und Theologie
Luther wurde als Sohn des Pfarrers und Theologen Ferdinand Justius Luther (1838–1910) geboren. Sein Onkel war der Theologe Johannes Heinrich Luther (1861–1932). Er besuchte von 1896 bis 1899 die Grundschule in Tallinn (deutsch Reval), dann von 1899 bis 1904 das nach Zar Nikolaus I. benannte Gymnasium (heute Gustav-Adolf-Gymnasium) in der estnischen Hauptstadt. Wie sein Vater schlug Ralf Johannes Ferdinand Luther eine theologische Laufbahn ein. Von 1905 bis 1910 studierte er Theologie an der Kaiserlichen Universität Dorpat. 1912 führte ihn ein Studienaufenthalt nach Leipzig. Ein Vorbereitungsjahr verbrachte er in der lutherischen Kirchengemeinde von Nissi.
Am 6. Oktober 1912 wurde Luther in Tallinner ordiniert. Er war zunächst Hilfspfarrer in Lääne-Nigula und ein Jahr später in Mihkli (Sankt Michaelis). Von 1914 bis 1922 war er Pfarrer der Gemeinde von Kuusalu (Kusal). Von 1922 bis zu seinem frühen Tod 1931 war Luther in Tartu (Dorpat) Pfarrer der deutschsprachigen Universitätsgemeinde.
Über Generationen hinweg bekannt wurde Luther durch sein „Neutestamentliches Wörterbuch“ (zuerst erschienen 1931 im Furche-Verlag, Berlin), das immer wieder aufgelegt wird, zuletzt 2014 unter dem Titel „Grundworte des Neuen Testaments“.